# ビイレバーキング
ビイレバーキングは、日新製薬株式会社（滋賀県甲賀市）が製造しクラシエ薬品が販売する栄養ドリンクである。【販売中止品】

## 成分
| 項目                                               | 分量(g) |
| -------------------------------------------------- | ------- |
| リバーコンセントレイト（肝臓エキス）               | 12.5    |
| 塩化カルニチン（カルニチン塩化物）                 | 2.5     |
| ニンジンエキス                                     | 2.5     |
| タウリン（アミノエチルスルホン酸）                 | 25      |
| チアミン塩化物塩酸塩（ビタミンB1）                 | 0.5     |
| リボフラビンリン酸エステルナトリウム（ビタミンB2） | 0.3     |
| ニコチン酸アミド                                   | 2.5     |
| シアノコバラミン（ビタミンB12）                    | 250μg   |

添加物として、エタノール、l-メントール、D-ソルビトール、安息香酸Na、香料、白糖、ハチミツを含有。